# Franz Benda

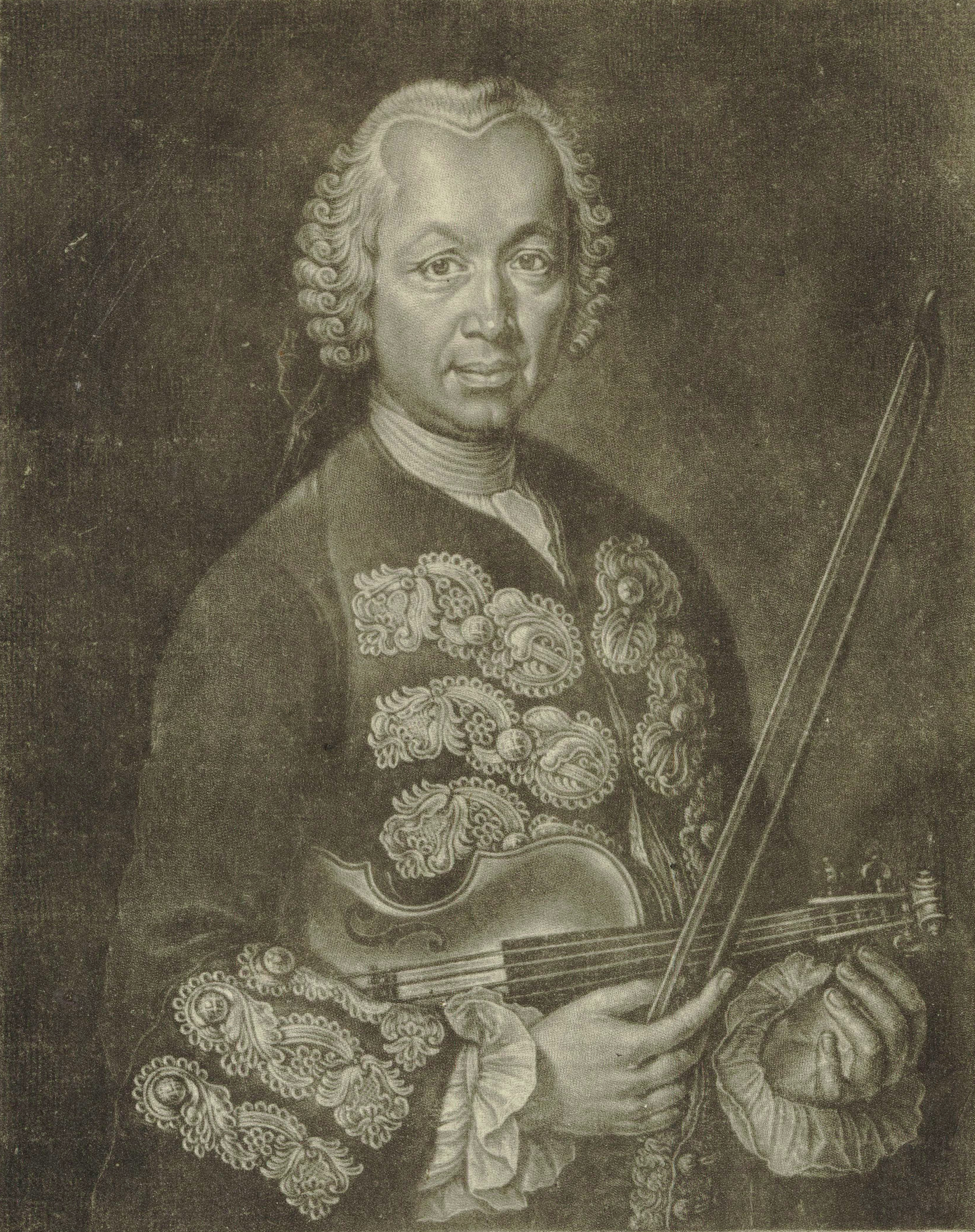

František Benda (Franz Benda, 1709-1786) fue un violinista y compositor checo que trabajó en la corte de Federico II el Grande de Prusia.

## Biografía
Franz Benda nació en Staré Benátky, Bohemia, Chequia. Benda fue el fundador de una escuela alemana de violín. En su juventud fue corista en Praga y después en la Capilla Real en Dresde. Al mismo tiempo comenzó a estudiar violín y se unió a un grupo de músicos viajeros que asistían a fiestas, ferias, etc.
Con dieciocho años Benda abandonó esta vida itinerante y volvió a Praga, trasladándose después a Viena, donde continuó sus estudios de violín con Johann Gottlieb Graun, que a su vez era discípulo de Giuseppe Tartini. Tras dos años fue designado maestro de capilla en Varsovia y formó parte de la orquesta del Príncipe Real de Prusia de forma eventual. Finalmente el rey le encargó de la dirección de dicha orquesta.